# Analyse sensorielle
L'analyse sensorielle est un ensemble de méthodes permettant de mesurer les perceptions sensorielles (vue, ouïe, odorat, goût, toucher). On parle aussi de sensométrie ou de métrologie sensorielle.
L'analyse sensorielle est fondée sur trois niveaux métrologiques : percevoir, identifier, discerner. À l'aide de descripteurs elle s'attache à avoir un point de vue objectif sur le ressenti. 
Le principal problème de ces méthodes est que les sens ne se limitent pas à une réaction physiologique à un stimulus, mais prennent en compte l'expérience de la personne, son vécu, son état d'esprit (humeur), son environnement (ambiance)… 

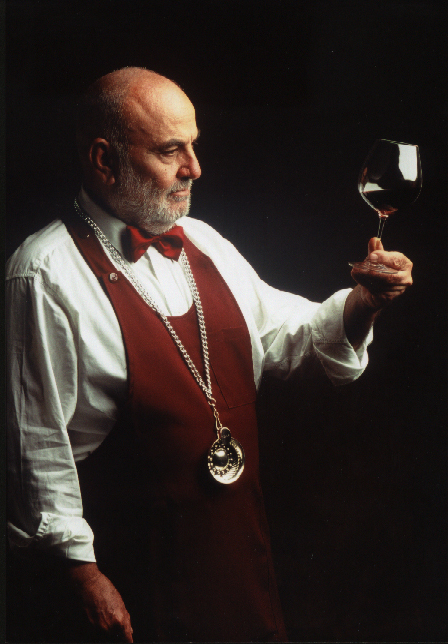
Un sommelier emploie le gout, la vue, l'odorat

## Métiers
De nombreux métiers sont basés sur les capacités d'analyse sensorielle d'un professionnel :
- Pour le goût : le super-goûteur, le goûteur, l'œnologue, le sommelier ;
- Pour l'odorat : le compositeur de parfums ou nez ;
- Pour le toucher :
- Pour l'ouïe :
- Pour la vue :

## Outils
Un certain nombre d'outils ont été inventés afin de faciliter l'analyse sensorielle :
Les outils de manipulation :
- le verre à dégustation pour l'analyse sensorielle des vins[1] ;
- le verre pour la dégustation de l'huile d'olive[2].

Les référentiels sensoriels :
- Le référentiel visuel Pantone, inventé en 1963 par Lawrence Herbert.
- Le référentiel olfactif Le Champ des Odeurs, inventé en 1983 par Jean-Nöel Jaubert.
- Le référentiel tactile Sensotact, inventé en 2007 par Sebastien Crochemore, Frederic Legay, christine Millot, Jean François Quiniou et Claude Roques Carmes.

## Analyse et marketing sensoriels
Les applications sont nombreuses. Lors de la conception d'un produit, l'analyse sensorielle sera mise en œuvre afin de rendre le produit plus « séduisant » pour le client, mais aussi plus confortable, plus ergonomique.
La plupart des enseignes de la grande distribution en France
utilisent cette méthode pour améliorer leur part de marché, notamment dans le domaine du secteur agroalimentaire. Les études correspondantes sont souvent sous-traitées par les grands groupes à des sociétés spécialisées dans ce domaine d'études.
La fiabilité de ces étudesdont la rigueur scientifique n'est pas démontrée est quelquefois controversée, ainsi que par le comportement de certains acteurs du secteur.

## Exemples montrant la complexité des sens
- Alimentaire
  - si l'on colore des yaourts avec des colorants sans goût, une personne goûtant un yaourt coloré en jaune pourra avoir l'impression de manger un yaourt à la vanille, alors que s'il est en rose, elle pourra avoir l'impression de manger un yaourt à la framboise.
- Automobile
  - l'odeur est la première chose que l'on perçoit lorsque l'on ouvre une voiture, elle est donc particulièrement étudiée ;
  - le bruit de fermeture d'une portière est étudié pour être rassurant.

## Démarche
L'analyse sensorielle se pratique avec un panel : groupe de sujets (par exemple dégustateurs) volontaires, représentatifs de la population ciblée. Ces sujets pourront être "naïfs" ou "profanes", c’est-à-dire sans connaissance particulière, soit suivre des séances « d'entraînement » au cours desquelles on leur apprendra à mettre des mots sur des sensations, à rechercher des sensations auxquelles on ne prête ordinairement pas attention. Par exemple, lorsque l'on mange une pomme, outre le goût, il y a la couleur, la brillance, le bruit lorsque l'on croque, la résistance sous la dent, etc. 

## Différents types de test
Différents types de test,, :

### Tests discriminatifs
Ils ont pour but de détecter la présence ou l'absence de différences perceptibles entre deux produits. Parmi ces tests il est possible de citer trois exemples :
- Test triangulaire[7] : qui consiste à proposer au paneliste 3 échantillons dont deux identiques. Le paneliste doit déterminer l'échantillon différent des deux autres.
- Test de comparaison par paires[8] : comparaison de plusieurs produits par deux.
- Test duo-trio[9] : on indique au paneliste un échantillon de référence et il compare deux autres échantillons pour identifier celui qui est identique.

### Tests descriptifs
Cette méthode permet de quantifier l'intensité des caractéristiques perçues des produits. Parmi ces méthodes descriptives, les deux principales sont les méthodes :
- Etablissement du profil de la flaveur[10] (Flavor Profile Analysis, en anglais) ;
- Profil descriptif quantitatif[11] (Quantitative Descriptive Analysis, en anglais).

En ce qui concerne les tests discriminatifs et descriptifs, la subjectivité (passé culturel, expériences personnelles, etc.) est contrôlée autant que possible. Dans le cas particulier de l'analyse de l'eau, la méthode de référence est la méthode de Flavor Profile Analysis.  

### Tests hédoniques
A l'inverse des méthodes précédentes, et par définition, l'approche hédonique est subjective car il est demandé au consommateur d'évaluer le degré de plaisir ou de déplaisir procuré par un produit donné (Lawless et Heymann, 2010).

### Tests holistiques
Autre type de tests, les tests holistiques sont appelés ainsi parce qu’ils demandent aux juges de considérer chaque produit dans son ensemble (à la différence des méthodes descriptives usuelles qui analysent chaque produit descripteur par descripteur). L’intérêt majeur de ces tests est de donner des indications sur l’importance relative des critères utilisés dans la description des produits. Les principales méthodes holistiques sont :
- la catégorisation[13] (dans laquelle on demande aux juges de faire des groupes de produits) ;
- le napping (dans lequel on demande de positionner les produits sur un plan) ;
- le napping catégorisé qui combine les deux approches précédentes.

### Mesures physiologiques
Il est également possible d'atteindre les réponses objectives car inconscientes du système nerveux autonome,. Plusieurs méthodes permettent la mesure de l’activité du système nerveux. Concernant le système nerveux central, certaines méthodes d’imagerie médicale très précises existent telles que l’IRM (imagerie par résonance magnétique) et la fNIRS (spectroscopie proche infrarouge fonctionnelle), d’autres sont plus ambulatoires et accessibles, notamment l’électroencéphalographie (EEG). Pour le système nerveux autonome, selon la zone étudiée, de nombreuses méthodes ont été développées : l’électromyographie, la pupillographie, la mesure de la réponse électrodermale, etc.
Une méthode combinant les tests précédemment définis et la mesure des réponses physiologiques a été développée. Elle permet de faire le lien entre 2 approches :
- Analyse sensorielle classique : tests descriptifs et hédoniques
- Mesures physiologiques : fréquence cardiaque, réponse électrodermale, microcirculation cutanée, etc.
Cette méthode a fait l'objet d'un brevet  déposé par le laboratoire PULSE (Pioneering hUman Lab for Sensory Evaluation)  du Centre Scientifique et Technique du Bâtiment.

## Organisation pratique
Les produits sont soumis au groupe, les panélistes ayant pour consigne d'éviter les conduites saturant les sens avant les séances (par exemple ne pas fumer, ne pas prendre de café ou manger de chewing-gum dans l'heure qui précède le test).

## Analyse des résultats
Le résultat prendra son sens dans la compilation et la synthèse des avis formulés. Actia (Association de coordination technique pour l'industrie agro-alimentaire) considère que 80 personnes testées représentent un échantillon de taille significative dans le domaine agro-alimentaire.